# 姜福堂
姜福堂（1941年—），山东荣成人，中国人民解放军上将。

## 生平
1959年，加入中国人民解放军，历任陆军战士、副班长、班长、副排长、排长、副连长、连长、连指导员、团政治处副主任、主任、陆军师副政委。1983年，担任中国人民解放军第26军政委。1985年，担任中国人民解放军第67军政委。同年，担任济南军区政治部主任。1993年，担任成都军区副政委兼政治部主任、党委常委，同年授予中将军衔。1995年，任沈阳军区政委、党委副书记、书记，2002年升为上将。2008年，担任全国人大常委会委员、全国人大外事委员会副主任委员。